# Czyrak przedsionka nosa
Czyrak przedsionka nosa (łac. furunculus vestibuli nasi) – rodzaj czyraka skóry twarzy, który wymaga szczególnego postępowania. Często jest on skojarzony z czyrakiem wargi górnej.

## Objawy
W zależności od innych chorób towarzyszących nasilenie objawów ogólnych i miejscowych bywa różne.
Objawy ogólne:
- gorączka
- dreszcze (czasami - zwłaszcza przy tworzeniu się powikłań wewnątrzczaszkowych)
- powiększenie węzłów chłonnych podbródkowych i podżuchwowych (niestale)

Do objawów miejscowych stwierdzanych w badaniu ORL należą:
- początkowo bolesność w okolicy skrzydełek nosa
  - ból może promieniować w kierunku policzka
- zaczerwienienie w okolicy tworzącego się czyraka
- po kilku dniach zaczerwienienie i obrzęk narastają obejmując także przedsionek nosa, okolicę wargi górnej i skrzydełek nosa. Czasami duży czyrak może obejmować swoim zasięgiem także policzki i powieki.
- po około 4 dniach na szczycie czyraka tworzy się krosta.
- palpacyjnie niekiedy wzdłuż żyły kątowej w okolicy przyśrodkowego brzegu oczodołu po stronie objętej czyrakiem stwierdza się bolesny obrzęk i "powrózkowate stwardnienie" mogące świadczyć o jej zakrzepowym zapaleniu.
- badanie rynoskopowe powinno być wykonane bardzo delikatnie ze względu na duże dolegliwości bólowe chorego
  - zwykle poza zaczerwienieniem i widocznym czyrakiem w przedsionku nosa pozostaje bez odchyleń

## Rozpoznanie i diagnostyka
Zwykle charakterystyczny wywiad i objawy miejscowe pozwalają rozpoznać czyraka przedsionka nosa. Niewątpliwie należy jednak wykonać następujące badania
- OB
- morfologia krwi z rozmazem
- pomiar glikemii - na tworzenie czyraków są narażone osoby chorujące na cukrzycę
- posiew krwi - wskazane wykonanie na szczycie gorączki. Badanie wykonuje się, celem diagnostyki ewentualnej bakteriemii

## Diagnostyka różnicowa
Czyrak przedsionka nosa, mimo charakterystycznego obrazu klinicznego, wymaga różnicowania z następującymi chorobami:
- ropień przegrody nosa
- róża
- zapalenie ochrzęstnej

## Leczenie
Powinno być prowadzone w warunkach szpitalnych na oddziałach laryngologicznych:
- antybiotykoterapia przez 10-14 dni - zwykle drogą dożylną podaje się antybiotyki β-laktamowe, głównie penicyliny przeciwgronkowcowe
- miejscowo - środki odkażające i antybiotyki.

Oprócz leczenia ważna jest obserwacja chorego pod kątem rozwijających się powikłań wewnątrzczaszkowych. W żadnym wypadku nie należy podejmować żadnego działania zabiegowego: przeciwwskazane jest nacięcie i drenaż lub "wyciskanie" czyraka, gdyż może to grozić rozwojem ciężkich powikłań wewnątrzczaszkowych.

## Rokowanie
Zwykle pomyślne przy odpowiednim zastosowaniu leczenia. Jednakże czasami zwłaszcza w przypadku chorych obciążonych cukrzycą, starszych osób lub dzieci mogą wystąpić powikłania.

## Powikłania czyraka przedsionka nosa
- ropień wierzchołka nosa
- ropowica twarzy
- zakrzepowe zapalenie żył twarzy i/lub żył oczodołu
- ropowica oczodołu
- zakrzepowe zapalenie zatoki jamistej
- zapalenie opon mózgowo-rdzeniowych
- posocznica

## Piśmiennictwo
Otorynolaryngologia praktyczna - podręcznik dla studentów i lekarzy. Tom I. red. G. Janczewski. wyd. Via Medica. Gdańsk 2005. ISBN 83-89861-31-3